# Новинки (Приморський район)
Новинки (рос. Новинки) — присілок в Приморському районі Архангельської області Російської Федерації.
Населення становить 298 осіб. Входить до складу муніципального утворення Боброво-Лявленське поселення.

## Історія
Від 2004 року входить до складу муніципального утворення Боброво-Лявленське поселення.

## Населення
| 2002 | 2010 | 2012 |
| ---- | ---- | ---- |
| 308  | ↘271 | ↗298 |